# Szász Béla (újságíró)
Szász Béla (Kolozsvár, 1910. augusztus 1. – Marosvásárhely, 1978. augusztus) erdélyi magyar jogi szakvégzettségű újságíró, műfordító.

## Életútja, munkássága
A kolozsvári Református Kollégiumban érettségizett (1928), az I. Ferdinand Egyetemen szerzett jogi diplomát. 1930–43 között a Keleti Újság, 1943–44-ben az Ellenzék és a Magyar Újság, 1944-ben a marosvásárhelyi Székely Szó szerkesztőségének belső munkatársa, 1945-től a Szabad Szónál újságíró, 1955–60 között az Állami Irodalmi és Művészeti Kiadó (ÁIMK) marosvásárhelyi magyar részlegének szerkesztője, 1960-tól nyugdíjazásáig az Új Élet belső munkatársa.
Román irodalmi tárgyú írásait az Igaz Szó, Utunk, Művelődés, Könyvtárosok Tájékoztatója, Előre közölte. Fordításai jelentek meg franciából a Pásztortűzben (1937–39), Alecsandri-fordítása A román irodalom kis tükre című antológia I. kötetében (Bukarest, 1961).
Lefordította Ion Vitner Eminescu című könyvét (Marosvásárhely, 1956); szerkesztésében jelent meg Alexandru Vlahuţă Költemények c. kötete (Bukarest, 1957. Tanulók Könyvtára).